# جانيت ماكنزي هيل
جانيت ماكنزي هيل (بالإنجليزية: Janet McKenzie Hill)‏ هي صحفية أمريكية، ولدت في 1852، وتوفيت في 1933.